# Bílý Kříž (osada)

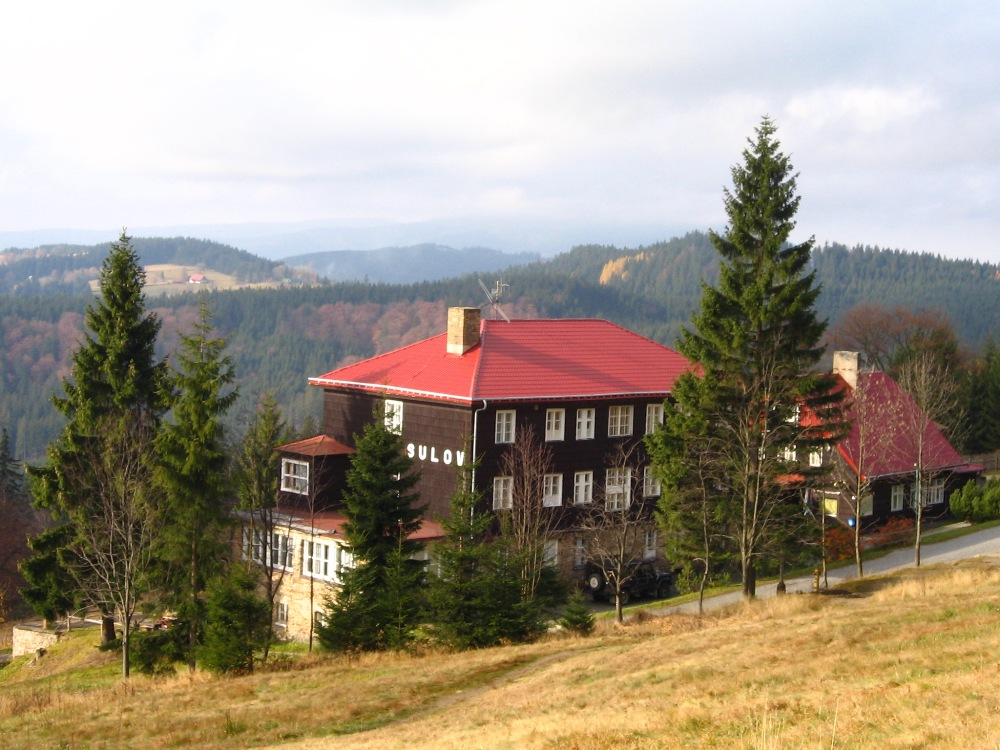
Chata Sulov

Bílý Kříž (slovensky Biely Kríž) je horská osada a rekreační oblast v Zadních horách v Beskydech, rozkládající se po obou stranách hranic České republiky se Slovenskem. Turistům je lokalita známa již od konce 19. století.
Osada je ohraničena vrchem Sulov (943 m n. m.) na severu a slovenským vrchem Súľov (903 m n. m.) na jihu. Na úbočí Súľova najdeme mrazový srub.

## Název
Název osada dostala podle bílé natřeného lidového kříže, který stojí v malé dřevěné ohradě. Jeho původ není znám, existují dvě teorie. Podle první zde umrzl finanční strážník, který hlídal hranice před pašeráky. Podle druhé jsou pod křížem pochováni strážníci, tzv. portáši, kteří zde podlehli moru.

## Dostupnost
Osada je přístupná hned několika turistickými značkami. Přímo po státní hranici vede červená turistická značka od osady Konečná, která pak pokračuje dále až na Muřinkový vrch. Od obce Bílá sem vede také zelená turistická značka, ta následně pokračuje podél Morávky do osady Bebek. Třetí cestu pak přivádí modrá turistická značka od vodní nádrže Šance a Visalají. Ze Slovenska je přístupná po žlutě značené cestě od Vrchpredmieru, části Klokočova, pokračující na Gruň. K osadě vedou také dvě naučné stezky. NS Prameny Morávky vede souběžně se zelenou značkou, od osady Gruň pak přichází NS Gruň - Bílý Kříž. Cyklisty sem přivádí cyklotrasa 6181 (od Gruně na Černou).

## Zajímavosti
- V roce 1991 zde byla vybudována první větrná elektrárna na území Beskyd. Pro neefektivnost provozu však byla v roce 1992 demontována.
- V osadě najdeme pramen Černé Ostravice.[1] Kromě toho se nedaleko osady směrem k osadě Bebek nachází pramen Morávky.[2]
- Nachází se zde turistická známka TZ No. 55 – Bílý Kříž.[3]
- Dne 30.9.1947 zde padl v boji s banderovci vrchní strážmistr (poručík in memoriam) SNB Josef Adam, jehož pomníček s pamětní deskou se zde nachází.